# Epona Corona
Epona Corona est une corona, formation géologique en forme de couronne, située sur la planète Vénus par -28° S et 208,5° E. Elle est localisée dans le quadrangle d'Isabella. Elle a été nommée en référence à Epona, déesse celtique, jument de la fertilité. 

## Géographie et géologie
Epona Corona couvre une surface circulaire d'environ 225 km de diamètre. 